# Станция Бряндино
Ста́нция Бря́ндино — село в Чердаклинском районе Ульяновской области. Входит в Бряндинское сельское поселение.

## История
В 1902 году была открыта станция «Бряндино» на линии станция «Часовня-Пристань» (у слободы Канава) — станция «Мелекес» Волго-Бугульминской железной дороги, а у станции вырос отдельное поселение — семьи обслуживающие железнодорожную инфраструктуру.
В 1918 году в районе станции шли бои Гражданской войны: летом части красных были разбиты подразделениями белых под командованием капитана Степанова, несмотря на поддержку красных бронепоездов (в частности, бронепоезда «Свобода или смерть!»). В сентябре 1918 года части полковника В. О. Каппеля, оставившие Симбирск, закрепились на станции Бряндино. В ночь с 27 на 28 сентября они были окружены частями Красной армии под командованием М. Н. Тухачевского, но смогли вырваться и 29 сентября вышли к Мелекесу. У станции Бряндино похоронено более ста красноармейцев.
В 1950-е годы функционировала узкоколейная железная дорога «Лесозавод — станция Бряндино», построенная для доставки древесины, заготавливавшейся заключёнными ИТК-11 (разобрана в 1960-е годы). В 1960—1970-е годы в селе располагалась мужская исправительно-трудовая колония № 1.
В 2008 году построены газопроводы Бряндино — Станция Бряндино (4,65 км) и Старое Еремкино — Победитель — Борисовка — Станция Бряндино (9,5 км); в селе построено 12 км внутрипоселкового газопровода, газифицированы 212 домовладений.
В 2010 году проведены работы по восстановлению дебита водозаборной скважины.

### Административное подчинение
14 мая 1928 года Бряндинская волость Мелекесского уезда Самарской губернии в связи с упразднением уезда вошла в состав Ульяновского округа.
16 июля 1928 образован Бряндинский сельсовет Мелекесского района (с 5.2.1935 — в Малокандалинском районе, с 7.2.1963 — в Чердаклинском сельском районе).
С 12.1.1965 Бряндинский сельсовет входил в состав Чердаклинского района. 11 октября 1967 года в составе Чердаклинского района был образован Станционно-Бряндинский сельский Совет с центром в посёлке железнодорожной станции Бряндино, которому административно подчинены посёлки железнодорожной станции Бряндино, Победитель и Борисовка, до этого подчинявшиеся Бряндинскому сельскому Совету; упразднён 27 февраля 2013 года.

## Инфраструктура
В селе имеется детский сад; школьники учатся в Бряндинской средней школе имени Народной артистки РФ Е. А. Сапоговой.
С 2013 функционирует ООО «Бряндинское хлебоприёмное предприятие» (основной вид деятельности — хранение и складирование зерна).
Имеется сельское отделение почтовой связи (индекс 433415) — Привокзальная улица, д.79.

### Транспорт
Железнодорожное пригородное сообщение по станции «Бряндино» — с Ульяновском и Димитровградом (1 пара 3 раза в неделю).
Автобусное сообщение — с Ульяновском и Малой Кандалой (5 дней в неделю по 2 рейса).

## Достопримечательности
Водонапорная башня (XIX век).
Памятник воинам, погибшим за Советскую власть в годы Гражданской войны — расположен вблизи железнодорожного полотна между железнодорожной и автомобильными дорогами Станция Бряндино — Старое Ерёмкино; выложен из кирпича, оштукатурен и покрыт масляной краской, окружён железной оградой (первоначально был сооружён из дерева в 1920 году местными жителями Кошкиным, Дорофеевым, Дубенсковым и Прохоровым напротив места гибели бойцов; в нынешнем виде — с 1958 года).
Обелиск односельчанам, погибшим в годы Великой Отечественной войны — открыт 15 октября 2011 года в центре села около здания железнодорожного вокзала. Представляет из себя мраморную плиту на постаменте, на которой выбиты фамилии односельчан. Памятник сооружён по инициативе Надежды Михайловны Головушкиной, начальника станции Бряндино. У обелиска проводятся торжественные митинги, посвящённые дню Победы.
На здании вокзала, где в 1918 году находился штаб В. О. Капеля, установлена памятная табличка с текстом:

…Здесь дрались свои: брат на брата, отец на сына, кум на кума, значит, без страха и беспощадно. Ни летописей, ни военных архивов не осталось от этой великой войны в самарских и симбирских степях…
Всем солдатам и офицерам Рабоче-крестьянской Красной армии, Чехословацкого корпуса, Народной армии КОМУЧа, павшим в Гражданской войне в Поволжье посвящается. Упокой господь их души.

## Известные уроженцы
- Филимонов, Вениамин Александрович — советский и российский актёр театра и кино, народный артист России

## Комментарии
1. ↑  В 2013 и 2014 годах были осуществлены военно-исторические реконструкции «Бой у станции „Бряндино“», посвящённые событиям осени 1918 года[4][6].
2. ↑  Указаны конечные станции маршрута.
3. ↑  Так описывал период гражданской войны А. Н. Толстой в своей трилогии «Хождение по мукам»[4].